# تباين تأخير الحزمة
في شبكات الكمبيوتر، تباين تأخير الحزمة (PDV) هو هو تباين الكمونية مع مرور الوقت بتعبير آخر هو التباين بين الطرفين في اتجاه واحد للتأخير بين الحزم المحددة في تدفق ما مع أي من الحزم المفقودة التي يجري تجاهلها. يشار إلى هذا التأثير في بعض الأحيان باسم تقلقل الحزمة، على الرغم من أن التعريف غير دقيق.

## المصطلح
يرد تعريف المصطلح PDV في التوصية ITU-T Y.1540، خدمة اتصالات بيانات بروتوكول الإنترنت - معلمات أداء نقل رزمة بروتوكول الإنترنت وتوافرها، القسم 2.6.

 في الشبكات الحاسوبية، وإن لم يكن في مجال الالكترونيات، فإن استخدام مصطلح تقلقل قد يسبب خلط مع المحرر RFC 3393 (القسم 1.1): 
 أحيانًا ما يسمى الاختلاف في تأخير الحزمة «تقلقل». هذا المصطلح، ومع ذلك، يسبب الارتباك لأنه يستخدم بطرق مختلفة من قبل مجموعات مختلفة من المختصين الاتصالات والإلكترونيات. في هذا المستند، يرجى تجنب مصطلح «تقلقل» كلما أمكن ذلك والاكتفاء بتباين تأخير الحزمة الأكثر دقة. 

## قياس تباين تأخير الحزمة
لم يتم تحديد وسيلة مثالية لقياس تباين تأخير الحزمة في المحرر RFC 3393، ولكن يمكن، على سبيل المثال، أن تكون الحزم التي كان لها أكبر تباين في التأخير في فترة زمنية محددة.
يتم تحديد التأخير من بداية الحزمة التي يتم إرسالها عند المصدر إلى بداية الحزمة التي يتم تلقيها في الوجهة. يمكن تجاهل أحد مكونات التأخير التي لا تختلف من حزمة إلى حزمة، وبالتالي إذا كانت أحجام الحزمة متماثلة وكانت الحزم تستغرق دائمًا نفس الوقت لمعالجتها في الوجهة، يمكن استخدام وقت وصول الحزمة إلى الوجهة بدلاً من ذلك من وقت استلام الحزمة.
الاختلاف الفوري لتأخر الرزم هو الفرق بين الحزم المتتالية - هنا يحدد المحرر RFC 3393 معايير الاختيار - وهذا هو عادة ما يُطلق عليه فضفاضة «التقلقل»، على الرغم من أن التقلقل هو المصطلح المستخدم أحيانًا لتباين تأخير الحزمة. على سبيل المثال، يتم نقل الحزم say كل 20 مللي ثانية. إذا استلمت الرزمة الثانية 30 مللي ثانية بعد الرزمة الأولى، IPDV = −10 مللي ثانية. يشار إلى هذا باسم التشتت. إذا تم استلام الحزمة الثانية بعد 10 دقائق من الحزمة الأولى، IPDV = + 10 مللي ثانية. ويشار إلى ذلك بالتجمع.

## الحد منتباين تأخير الحزمةأو آثاره
بالنسبة للتطبيقات التفاعلية في الوقت الفعلي، على سبيل المثال، الصوت عبر بروتوكول الإنترنت (VoIP)، يمكن أن يكون تباين تأخير الحزمة (PDV) مشكلة خطيرة، وبالتالي قد تحتاج إرسالات VoIP إلى جودة شبكات تمكين الخدمة لتوفير قناة عالية الجودة.
يمكن التخفيف من آثار تباين تأخير الحزمة PDV في تدفقات الوسائط المتعددة بواسطة مخزن مؤقت بحجم مناسب في المستقبل. طالما أن النطاق الترددي يمكن أن يدعم الدفق، وكان حجم المخزن المؤقت كافيًا، يؤدي التخزين المؤقت فقط إلى تأخير يمكن اكتشافه قبل بدء تشغيل الوسائط.